# Neodexiopsis vitilis
Neodexiopsis vitilis är en tvåvingeart som först beskrevs av Giglio-tos 1894.  Neodexiopsis vitilis ingår i släktet Neodexiopsis och familjen husflugor. Inga underarter finns listade i Catalogue of Life.